# Antti Halonen
Antti Halonen, född 2 februari 1982 i Kajana, är en finländsk professionell ishockeyspelare som spelar som back för KalPa i SM-liiga.
Halonen inledde sin karriär i Lukko. Han har även spelat för Timrå IK i Elitserien.

## Klubbar
- Lukko 1998–2001
- KalPa 2001–2002, 2012–
- Hokki 2002–2007
- HC TPS 2007–2010
- Timrå IK 2010–2012